# BNP Paribas Primrose 2023 - Doppio
Rafael Matos e David Vega Hernández sono i detentori del titolo ma hanno deciso di partecipare al torneo con compagni diversi: Matos giocherà in coppia con Francisco Cabral mentre Vega Hernández giocherà in coppia con Diego Hidalgo.
In finale Lloyd Glasspool e Harri Heliövaara hanno sconfitto Sadio Doumbia e Fabien Reboul con il punteggio di 6–4, 6–2.

## Teste di serie
1. Lloyd Glasspool /  Harri Heliövaara (campioni)
2. Francisco Cabral /  Rafael Matos (semifinale)

1. Sadio Doumbia /  Fabien Reboul (finale)
2. André Göransson /  Ben McLachlan (primo turno)

## Wildcard
1. Arthur Cazaux /  Harold Mayot (primo turno)

1. Mathias Bourgue /  Kyrian Jacquet (primo turno)

## Ranking protetto
1. Pierre-Hugues Herbert /  Nicolas Mahut (semifinale)

## Tabellone

### Legenda
| - Q = Qualificato - WC = Wild card - LL = Lucky loser | - ALT = Alternate - SE = Special Exempt - PR = Protected Ranking | - w/o = Walkover - r = Ritirato - d = Squalificato |

|  | Primo turno | Primo turno                 | Primo turno                 | Primo turno | Primo turno |  |  | Quarti di finale | Quarti di finale            | Quarti di finale            | Quarti di finale    | Quarti di finale    |   |   | Semifinali | Semifinali                       | Semifinali                       | Semifinali                  | Semifinali                  |   |   | Finale | Finale | Finale | Finale | Finale |  |
|  |             |                             |                             |             |             |  |  |                  |                             |                             |                     |                     |   |   |            |                                  |                                  |                             |                             |   |   |        |        |        |        |        |  |
|  | 1           | L Glasspool H Heliövaara    | 6                           | 5           | [10]        |  |  |                  |                             |                             |                     |                     |   |   |            |                                  |                                  |                             |                             |   |   |        |        |        |        |        |  |
|  |             | C Frantzen H Jebens         | 3                           | 7           | [2]         |  |  | 1                | L Glasspool H Heliövaara    | L Glasspool H Heliövaara    | 7                   | 6                   |   |   |            |                                  |                                  |                             |                             |   |   |        |        |        |        |        |  |
|  |             | J Chardy A Olivetti         | 7                           | 1           | [11]        |  |  |                  | J Chardy A Olivetti         | J Chardy A Olivetti         | 5                   | 4                   |   |   |            |                                  |                                  |                             |                             |   |   |        |        |        |        |        |  |
|  | WC          | A Cazaux H Mayot            | 62                          | 6           | [9]         |  |  |                  |                             |                             |                     |                     |   |   | 1          | L Glasspool H Heliövaara         | L Glasspool H Heliövaara         | 7                           | 6                           |   |   |        |        |        |        |        |  |
|  | 4           | A Göransson B McLachlan     | A Göransson B McLachlan     | 4           | 4           |  |  |                  |                             | PR                          | P-H Herbert N Mahut | P-H Herbert N Mahut | 5 | 3 |            |                                  |                                  |                             |                             |   |   |        |        |        |        |        |  |
|  | PR          | P-H Herbert N Mahut         | P-H Herbert N Mahut         | 6           | 6           |  |  | PR               | P-H Herbert N Mahut         | 67                          | 6                   | [10]                |   |   |            |                                  |                                  |                             |                             |   |   |        |        |        |        |        |  |
|  | WC          | M Bourgue K Jacquet         | M Bourgue K Jacquet         | 4           | 3           |  |  |                  | G Andreozzi G Durán         | 79                          | 4                   | [7]                 |   |   |            |                                  |                                  |                             |                             |   |   |        |        |        |        |        |  |
|  |             | G Andreozzi G Durán         | G Andreozzi G Durán         | 6           | 6           |  |  |                  |                             |                             |                     |                     |   |   | 1          | Lloyd Glasspool Harri Heliövaara | Lloyd Glasspool Harri Heliövaara | 6                           | 6                           |   |   |        |        |        |        |        |  |
|  |             | P Niklas-Salminen B Stevens | P Niklas-Salminen B Stevens | 7           | 6           |  |  |                  |                             |                             |                     |                     |   |   |            |                                  | 3                                | Sadio Doumbia Fabien Reboul | Sadio Doumbia Fabien Reboul | 4 | 2 |        |        |        |        |        |  |
|  |             | D Hidalgo D Vega Hernández  | D Hidalgo D Vega Hernández  | 5           | 3           |  |  |                  | P Niklas-Salminen B Stevens | P Niklas-Salminen B Stevens | 2                   | 1                   |   |   |            |                                  |                                  |                             |                             |   |   |        |        |        |        |        |  |
|  |             | R Galloway MÁ Reyes Varela  | R Galloway MÁ Reyes Varela  | 63          | 3           |  |  | 3                | S Doumbia F Reboul          | S Doumbia F Reboul          | 6                   | 6                   |   |   |            |                                  |                                  |                             |                             |   |   |        |        |        |        |        |  |
|  | 3           | S Doumbia F Reboul          | S Doumbia F Reboul          | 7           | 6           |  |  |                  |                             |                             |                     |                     |   |   | 3          | S Doumbia F Reboul               | S Doumbia F Reboul               | 6                           | 6                           |   |   |        |        |        |        |        |  |
|  |             | M Geerts R Peniston         | M Geerts R Peniston         | 710         | 6           |  |  |                  |                             | 2                           | F Cabral R Matos    | F Cabral R Matos    | 3 | 4 |            |                                  |                                  |                             |                             |   |   |        |        |        |        |        |  |
|  |             | J Eysseric A-u-H Qureshi    | J Eysseric A-u-H Qureshi    | 68          | 2           |  |  |                  | M Geerts R Peniston         | M Geerts R Peniston         | 2                   | 5                   |   |   |            |                                  |                                  |                             |                             |   |   |        |        |        |        |        |  |
|  |             | Y Bhambri S Myneni          | Y Bhambri S Myneni          | 4           | 63          |  |  | 2                | F Cabral R Matos            | F Cabral R Matos            | 6                   | 7                   |   |   |            |                                  |                                  |                             |                             |   |   |        |        |        |        |        |  |
|  | 2           | F Cabral R Matos            | F Cabral R Matos            | 6           | 7           |  |  |                  |                             |                             |                     |                     |   |   |            |                                  |                                  |                             |                             |   |   |        |        |        |        |        |  |